# Władysławów (gromada)
Władysławów – dawna gromada, czyli najmniejsza jednostka podziału terytorialnego Polskiej Rzeczypospolitej Ludowej w latach 1954–1972.
Gromady, z gromadzkimi radami narodowymi (GRN) jako organami władzy najniższego stopnia na wsi, funkcjonowały od reformy reorganizującej administrację wiejską przeprowadzonej jesienią 1954 do momentu ich zniesienia z dniem 1 stycznia 1973, tym samym wypierając organizację gminną w latach 1954–1972.
Gromadę Władysławów siedzibą GRN we Władysławowie utworzono – jako jedną z 8759 gromad na obszarze Polski – w powiecie tureckim w woj. poznańskim, na mocy uchwały nr 39/54 WRN w Poznaniu z dnia 5 października 1954. W skład jednostki weszły obszary dotychczasowych gromad Chylin, Głogowa, Felicjanów, Kamionka, Russocice i Władysławów ze zniesionej gminy Władysławów w tymże powiecie. Dla gromady ustalono 21 członków gromadzkiej rady narodowej.
1 stycznia 1960 do gromady Władysławów włączono obszary zniesionych gromad Międzylesie i Natalia w tymże powiecie.
31 grudnia 1971 do gromady Władysławów włączono obszar zniesionej gromady Wyszyna w tymże powiecie.
Gromada przetrwała do końca 1972 roku, czyli do kolejnej reformy gminnej. 1 stycznia 1973 w powiecie tureckim reaktywowano gminę Władysławów.